# Leszek Paradowski (fotograf)
Leszek Paradowski (ur. 1965 w Drawsku Pomorskim) – polski artysta fotograf, uhonorowany tytułem Artiste FIAP (AFIAP) oraz tytułem PPSA, nadanym przez Photographic Society of America. Członek rzeczywisty Okręgu Wielkopolskiego Związku Polskich Fotografów Przyrody.

## Życiorys
Leszek Paradowski związany z zachodniopomorskim środowiskiem fotograficznym – mieszka, pracuje, fotografuje w Drawsku Pomorskim. Miejsce szczególne w jego twórczości zajmują dokonania twórcze, nawiązujące do fotografii aktu, fotografii krajobrazowej, fotografii konceptualnej, fotografii kreatywnej, fotografii przyrodniczej.
Leszek Paradowski jest autorem i współautorem wielu wystaw fotograficznych; indywidualnych, zbiorowych oraz pokonkursowych; krajowych i międzynarodowych – w Polsce i za granicą. Jego fotografie prezentowane w wielu krajach świata – wielokrotnie doceniano akceptacjami, medalami, nagrodami, wyróżnieniami, dyplomami, listami gratulacyjnymi (między innymi jest laureatem ponad stu międzynarodowych konkursów fotograficznych w kilkunastu krajach świata, laureatem Grand Prix i pięciu złotych medali w konkursie fotograficznym 21th. Trierenberg Super Circuit 2012, laureatem czterech złotych medali oraz dwóch srebrnych w konkursie PX3 Prix de la Photographie Paris 2015). Wiele fotografii Leszka Paradowskiego było publikowanych w prasie, specjalistycznej prasie fotograficznej (m.in. Digital Foto Video, Foto Kurier, PSA Journal) oraz w wielu publikacjach albumowych. W 2012 roku z ramienia Związku Polskich Fotografów Przyrody – został uhonorowany tytułem Fotografa Roku 2011.
Leszek Paradowski w 2010 roku został członkiem Okręgu Wielkopolskiego Związku Polskich Fotografów Przyrody. W 2011 roku został przyjęty w poczet członków rzeczywistych Fotoklubu Rzeczypospolitej Polskiej Stowarzyszenia Twórców. Decyzją Komisji Kwalifikacji Zawodowych Fotoklubu RP, otrzymał dyplom potwierdzający kwalifikacje do wykonywania zawodu artysty fotografa, fotografika (legitymacja nr 305). W 2012 został uhonorowany tytułem Artiste FIAP (AFIAP), nadanym przez Międzynarodową Federację Sztuki Fotograficznej FIAP. W działalności Fotoklubu RP uczestniczył do 2021.

## Odznaczenia (nagrody)
- Medal Zasłużony dla Miasta (Drawska Pomorskiego)
- Tytuł Zasłużony dla gminy Drawsko Pomorskie
- Statuetka Złoty Żagiel (wyróżnienie specjalne)

Źródło